# Out of My Hands
Out of My Hands es el quinto álbum de estudio (como solista)  de Morten Harket, vocalista de a-ha.
Sus dos primeros sencillos, "Ligthning" y "Scared of Heights" serán lanzados el 9 y el 23 de marzo de 2012 respectivamente, el primero solo en Noruega. La fecha de lanzamiento aún está por concretar y el cantante iniciará una gira por Europa y América del Sur en abril de 2012.
En su tercer trabajo en inglés, Morten Harket se aleja del estilo solista de sus otros trabajos –pop más orientados a la canción de autor– y apuesta por un estilo continuista de a-ha en su último trabajo, Foot of the Mountain, esto es, pop electrónico.

## Temas
Al igual que Letter from Egypt, el álbum presenta una versión de otro artista noruego. En esta ocasión el tema "Scared of Heights" de Espen Lind se encarga de abrir el disco.
| N.º | Título                  | Escritor(es) | Duración |  |
| 1.  | «Scared of Heights»     |              |          |  |
| 2.  | «Keep the Sun Away»     |              |          |  |
| 3.  | «Lightning»             |              |          |  |
| 4.  | «I'm the One»           |              |          |  |
| 5.  | «Quiet»                 |              |          |  |
| 6.  | «Burn Money Burn»       |              |          |  |
| 7.  | «When I Reach the Moon» |              |          |  |
| 8.  | «Listening»             |              |          |  |
| 9.  | «Just Believe It»       |              |          |  |
| 10. | «Out of My Hands»       |              |          |  |

## Gira
Morten Harket iniciará la gira del álbum en abril. En ella visitará Europa y América del Sur.